# Крутой тюнинг
Крутой тюнинг (Overhaulin') — автомобильное реалити-шоу типа «шоу обновления» производства США 2004—2008 годов. Отличается от подобных детальной проработкой не только показа технологического процесса восстановления и тюнинга автомобилей, но и достаточно вдумчивым подходом к нуждам автовладельца. В российском варианте трансляцию начали только с 3 сезона продолжительностью в 51 серию.

## Ведущие
Идея шоу принадлежит Баду Братсману, который также взял на себя его продюсирование. Ведущими шоу были автомобильный дизайнер Чип Фуз и актёр Крис Джейкобс.
До 2005 соведущей шоу и членом его конструкторской команды была также телеведущая и любитель автомобильных гонок Кортни Хэнсен; после её ухода место соведущей заняла жена Бада Братсмана, актриса и телеведущая Адриана Янич, которая, в отличие от предшественницы, ограничилась ведением, не участвуя в перестройке автомобилей.

## Концепция шоу
Концепция передачи отличается от ряда других «шоу обновления» тем, что переделка автомобиля производится без ведома его главного владельца, называемого в терминологии шоу «жертвой».
Часть каждого эпизода шоу составляет репортаж о том как машина, номинированная для переделки родственниками, друзьями или знакомыми «жертвы», так называемыми «инсайдерами», попадает в распоряжение механиков программы с помощью какой-либо хитрости, примеры которой включали «угон» автомобиля одним из ведущих, «потерю» её в сервис-центре, «эвакуацию полицией» и т. п. тем или иным образом обеспечивая техническому персоналу программы — Чипу Фузу и команде механиков «The A-Team» — до 7-8 дней для работы над машиной.
Каждому эпизоду предшествовал значительный этап планирования, включающий отбор наиболее интересных предложений от «инсайдеров», после которого в районе очередной «жертвы» загодя до съемок силами спонсоров организовывалась временная мастерская со всеми частями, которые могут понадобится (включая ассортимент размеров для частей, которые нельзя оценить заранее, что позволяло обходиться без ожидания специально заказанного), а за 4-5 дней до начала набиралась команда мастеров-добровольцев. Всего над шоу одновременно работали до 60 человек.
По словам ассоциированного продюсера шоу Джим Холлоуэя, каждый реконструированный в рамках программы автомобиль можно оценить приблизительно в 150 тысяч долларов США, однако «…на самом деле, они бесценны. Чип был так занят ими, что было сложно получить машину из его мастерской за любые деньги».

## Список эпизодов (в порядке оригинального показа)
(при наличии двух названий приведены оба; порядок эпизодов согласно датам в)

### Сезон 1
1. Search and Rescue '88 Chevy pickup truck
2. Museum Worthy '04 Autoshow
3. Parts Guy '71 Chevelle
4. Surfer Kid '77 El Camino
5. Beverly Hills Camaro (902 Merlot) '68 Camaro
6. School’s Out '56 Chevy Bel Air
7. Lucky Star '91 Ford Explorer

### Сезон 2
1. Body Off (Moving Day) '64 Corvette
2. Cherry Nova '67 Nova
3. 4-4 New '68 Olds 442
4. Monte Fuego '70 muscle car
5. Dude, Where’s My Skylark? '67 Skylark
6. Rustang '65 Mustang
7. The Falcon and The Snow-Job (Blue Bird) '63 Falcon
8. Challenging Mopar (Challenging Dodge) '71 Challenger
9. Coolest Cars (эпизод с гонками вместо ремонта машин)
10. Live Strong (Lance Armstrong/Sheryl Crow) '70 GTO
11. California Performance Bel Air (Twins Bel Air) '62 Chevy Bel Air
12. Gambler 514 (SEMA Gambler) '70 Mustang gambling
13. Butterscorched (52 Pickup) '52 GMC truck
14. Thievin' Teacher (College Girl’s Camaro) '70 Camaro
15. Doublehaulin' '68 Chevelle and a '98 Mazda truck
16. Soldier’s Ride '66 Chevelle.

### Сезон 3
1. The Mad Kidney Donor truck '95 Chevrolet Tahoe
2. Wiley and the Roadrunner Plymouth '69 Road Runner
3. BelAir BBQ '95 Chevrolet Bel Air
4. Tuner Car '95 Honda Civic
5. Illegal Fowl '65 Ford Thunderbird
6. One Ugly Horse '67 Mustang
7. Snaked '05 Mustang
8. U.S. Navy Seal '65 Ford Pickup
9. Clean LeMans '68 Pontiac LeMans
10. Nova-caine '70 Chevrolet Nova
11. Customs '65 Chevrolet Impala
12. FireyBrit Dodge Magnum
13. The Biggest Beater in America Chevrolet Camaro
14. Desperate Impound GTO '67 Pontiac GTO
15. Neighborhood Watching '69 Pontiac Firebird
16. That 70’s Van Chevrolet '76 Chevy van
17. Leno’s Heist '56 Chevrolet Noman
18. SEMA '67 Dodge Charger
19. Overtime Model A Ford
20. Hot Head 1972 oldsmobile Cutlass
21. Got GTO? Pontiac GTO
22. NAPA Doublehaulin' Chevy el Camino
23. LowriderGirl 1964 Chevrolet Impala
24. Photo Shoot Fiasco Ford bronco
25. Uncle Sam’s Nephew 1968 Firebird (в российском порядке серий отсутствует)
26. Overlord 1956 truck ford f100
27. ?('70 Chevy truck)

### Сезон 4
1. Mean Anemul Oldsmobile 442
2. LeMama’s Boy 1966 Pontiac Lemans
3. Spaced Out 1967 Galaxie 500
4. Junk in the Trunk 1956 Cadillac
5. Chip & Chris Flipped 1967 Dodge Coronet 440
6. Chris & AJ Trading Places 1963 Comet
7. All in the Family 1967 Dodge A-100 truck
8. Hot for Teacher 1964 Chevy Malibu
9. Roadies Stole My 'Vette! 1957 Corvette
10. Juvenile Delinquent 1967 Chevy Chevelle
11. Motley Cruiser 1965 Buick
12. Pop Star Steal 1967 Ford F100
13. CNN/Hummer Special CNN Hummer «Warrior One»
14. The Boss is Back 1970 Mustang
15. Overhaulin' Bumrush 1970 Monte Carlo
16. SEMA Special 1972 Dodge Challenger
17. Mustang Sting 1969 Mustang
18. The Short Yellow Bus

### Сезон 5
1. Brushtang 1965 Mustang Coupe
2. Family Truckster Chevrolet 20 pickup truck
3. Wake-Up Call 1963 Chevy Nova
4. Scout’s Honor 1956 BelAir convertible
5. Number 1 Camaro 1967 Camaro
6. That’s All, Volks! Volkswagen Microbus
7. SEMA — Radical Roadster SEMA mid-1950s
8. The Marks Return — Chip’s Picks 1956 Ford truck

### Сезон 6
1. 1965 Impala
2. 1954 Chevy Pickup Truck
3. 1967 Camaro
4. 1965 Volkswagen Bug
5. SEMA Special Chrysler 300
6. Rick Fontana’s 1967 Ford Mustang Convertible
7. Chris White’s 1970 El Camino
8. Roger Webb’s 1964 Fury
9. David Currier’s 1964 Olds DYN 88
10. 1965 Malibu
11. John Nivens' 1972 Lotus Europa (Часть 1)
12. John Nivens' 1972 Lotus Europa (Часть 2)